# Jordi Badia i Perea
Jordi Badia i Perea   (Sabadell, 2 de febrer de 1963) és un periodista i escriptor català, alcalde de Calaf des del 13 de juny de 2015. Ha estat professor a la Universitat Autònoma de Barcelona i és llicenciat en humanitats per la UOC, així com és màster de recerca en Comunicació i Periodisme a la UAB (2011). També és l'actual president del Consorci de l'Alta Anoia.

## Trajectòria professional
S'inicia al periodisme el 1982 a Ràdio Sabadell i Ràdio Terrassa essent el periodista corresponsal local. L'octubre de 1984 entra a Catalunya Ràdio com a periodista de la secció d'economia. Quatre anys després també és corresponsal a Brussel·les de la mateixa emissora.
El setembre de 1990 deixa Catalunya Ràdio i esdevé cap de política internacional del diari Avui, del qual n'arribaria a ser cap d'esports i subdirector. L'any 2003 arriba al F.C Barcelona, sent el cap de gabinet del president i portaveu del club fins a l'any 2008.
El 2008 va dimitir del F.C. Barcelona. Posteriorment es va fer periodista freelance (autònom) d'articles dels diaris Avui (secció Diàleg), El País (secció Deportes), el Punt Diari (Tribuna) i Nació Digital. El 2011 passa a ser cap de premsa i comunicació a l'Ajuntament de Martorell.
També ha participat en les tertúlies d'esports de RAC 1 (El món amb Jordi Basté) i de Catalunya Ràdio (El club de la mitjanit, de Pere Escobar) i va ser cap de premsa a la Copa del Món de Tennis Taula celebrada a Barcelona el 1991, director de comunicació als Jocs Olímpics de Barcelona 1992, a la disciplina de Tennis Taula i guionista al programa de TV3, Aquest Any Cent, de 1998 a 1999. Actualment viu a la Guàrdia Pilosa (Pujalt, Alta Segarra). Domina el català, castellà, anglès i francès.

## Trajectòria política
El 2015 es presenta com a cap de llista de la candidatura de Junts per Calaf a les eleccions municipals del 24-M, com a alcaldable per Calaf. Va guanyar les eleccions sense majoria absoluta, i fou investit alcalde de Calaf el 13 de juny de 2015. També va ser el President del Consorci de l'Alta Anoia del 24 de juliol de 2015 al 26 de maig de 2017, quan va dimitir.

## Llibres
Badia ha escrit cinc llibres, tots a l'actual segle xxi.

### Ficció
- Maria Closa, Arola Editors, Tarragona, 2012.

### No ficció
- Crònica del nuñisme, Pòrtic, Barcelona, 2003,
- El Barça al descobert, Ara Llibres, Barcelona, 2009.
- Josep Suñol i Garriga. Viure i morir per Catalunya. Lleida, Pagès Editors, 2011.[12]
- Amb afany de justícia i llibertat. Josep Suñol i Garriga a través dels seus articles i entrevistes. Lleida, Pagès Editors, 2016.